# Jaromír Wolf
Jaromír Wolf (* 24. März 1919; † 29. April 1990) war ein tschechischer Bergsteiger, tschechoslowakischer Expeditionsarzt, ein Sportfunktionär und Publizist. Er war Leiter der medizinischen Abteilung des Universitätsklinikums II in Prag.

## Leistung und Auszeichnungen
- Markante Figur des tschechischen Holzhandwerks, einer der Gründungsmitglieder und Säulen des Wahpeton-Stammes (Prag)
- 1949–1950: Vorsitzender der HO Lokomotiva Děčín, arbeitete im Krankenhaus Děčín
- 1973 und 1976: Stellvertretender Leiter der Makalu-Expedition
- 1990: UIAA-Ehrenmitgliedschaft

## Expeditionen
- 1955: Arzt der Expedition im Mont Blanc, Alpen, Italien, SR-Vertretung
- 1965: Hindukusch
- 1967: Pamír
- 1970: Hindukusch
- 1973: Makalu
- 1976: Makalu